# Juanjo Ferreiro Suárez
Juanjo Ferreiro Suárez (Lugo, 1 d'abril de 1944 - Barcelona, 6 d'abril de 2023) era un sindicalista i polític català. Destacat líder obrer durant el franquisme. Fou elegit regidor de l'Ajuntament de Barcelona. El 2005 va rebre la Medalla d'Honor de Barcelona per la seva contribució a l'impuls de Nou Barris.

## Trajectòria durant el franquisme
Cap al 1964 es va traslladar a Barcelona, on va treballar en una empresa com a pintor d'automòbils. Interessat per la militància sindical, inicialment ingressà en la Joventut Obrera Cristiana (JOC) i d'ací començà a col·laborar amb l'aleshores clandestina Comissions Obreres. El 1965 fou acomiadat de l'empresa on treballava i l'any següent fou admès a Feassa y Menpar. Allí organitzà el sindicat CCOO i cap al 1969 fou detingut per les autoritats franquistes per participar en les manifestacions de l'1 de maig i fou despatxat novament per organitzar una vaga. El 1970 començà a treballar a Macosa, d'on també va ser acomiadat a causa de la seva activitat sindical, i el 1973 va organitzar vagues a Mecalux. Simultàniament formà part de la coordinadora del metall de Comissions Obreres, i políticament formà part del Front Obrer de Catalunya (FOC), Què Fer i posteriorment de l'ORT (Organització Revolucionària dels Treballadors), en les Plataformes Anticapitalistes de Comissions Obreres, en els Grups Autogestionaris i posteriorment en Convergència Socialista de Catalunya.
A causa d'un accident laboral que patí en 1973, augmentà la seva implicació en el moviment veïnal del barri del Bon Pastor mitjançant la participació en la fundació de la Cooperativa Obrera de Bon Pastor i en la constitució de l'Associació de Veïns.
Durant la transició democràtica del 1976 va participar en la creació de grups polítics impulsors del socialisme autogestionari. L'any 1977 deixà Comissions Obreres i s'incorporà al sindicat socialista Unió General de Treballadors. Més tard s'integrà a Convergència Socialista de Catalunya, un dels grups fundadors del PSC-Congrés i que l'any 1978 juntament amb el PSC-Reagrupament i la Federació Catalana del PSOE constituïren l'actual Partit dels Socialistes de Catalunya.

## L'etapa democràtica
A les eleccions al Parlament de Catalunya de 1980 integrarà les llistes del Partit dels Socialistes de Catalunya i serà elegit diputat per la circumscripció de Barcelona. A les eleccions municipals de 1983 fou escollit regidor de l'Ajuntament de Barcelona. Entre el 1983 i 1995 serà regidor-president del Consell Municipal del Districte de Nou Barris, càrrec des del qual va treballar a favor de la descentralització municipal. El 1995 entrà a treballar amb el Comissionat de l'Alcaldia per als Drets Civils, des d'on va promoure la creació d'òrgans com Consell Municipal d'Immigració i el Consell Municipal del Poble Gitano.